# Amtsgericht Colditz
Das Amtsgericht Colditz war von 1879 bis 1943/1952 ein Gericht der ordentlichen Gerichtsbarkeit und eines von 15 Amtsgerichten im Sprengel des Landgerichtes Leipzig mit Sitz in Colditz.

## Geschichte
Von 1855 bis 1879 bestand in Colditz das Gerichtsamt Colditz als erstinstanzliches Gericht. Mit den Reichsjustizgesetzen wurde dieses Gericht aufgelöst und das Amtsgericht Colditz als Nachfolger des Gerichtsamtes eingerichtet. Das Amtsgericht Colditz war eines von 15 Amtsgerichten im Bezirk des Landgerichtes Leipzig. Der Amtsgerichtsbezirk umfasste anfangs 12.503 Einwohner. Das Gericht hatte damals eine Richterstelle und war damals eines der kleinsten im Landgerichtsbezirk. Der Amtsgerichtsbezirk entsprach dem des Gerichtsamtes und bestand aus Colditz, Bockwitz, Collmen, Commichau, Erlbach, Erlln, Großsermuth, Hausdorf, Hohnbach, Kaltenborn, Kleinsermuth, Kötteritzsch, Koltzschen, Kralapp, Lastau, Leisenau, Leupahn, Leutenhain, Maaschwitz, Meuselwitz, Möseln, Podelwitz, Raschütz, Rüx, Schönbach, Schwarzbach, Seupahn, Skoplau, Tanndorf, Terpitzsch, Thierbaum, Thumirnicht, Zollwitz, Zschadraß, Zschetzsch, Zschirla und Colditzer Forstrevier.
Im Jahre 1943 wurde das Amtsgericht Frohburg kriegsbedingt zur Nebenstelle des Amtsgerichtes Borna umgewandelt. Lediglich die Aufgaben der freiwilligen Gerichtsbarkeit verblieben in Frohburg. Im Jahre 1952 wurde es endgültig aufgehoben, und das Kreisgericht Grimma übernahm dessen Aufgaben.

## Gerichtsgebäude

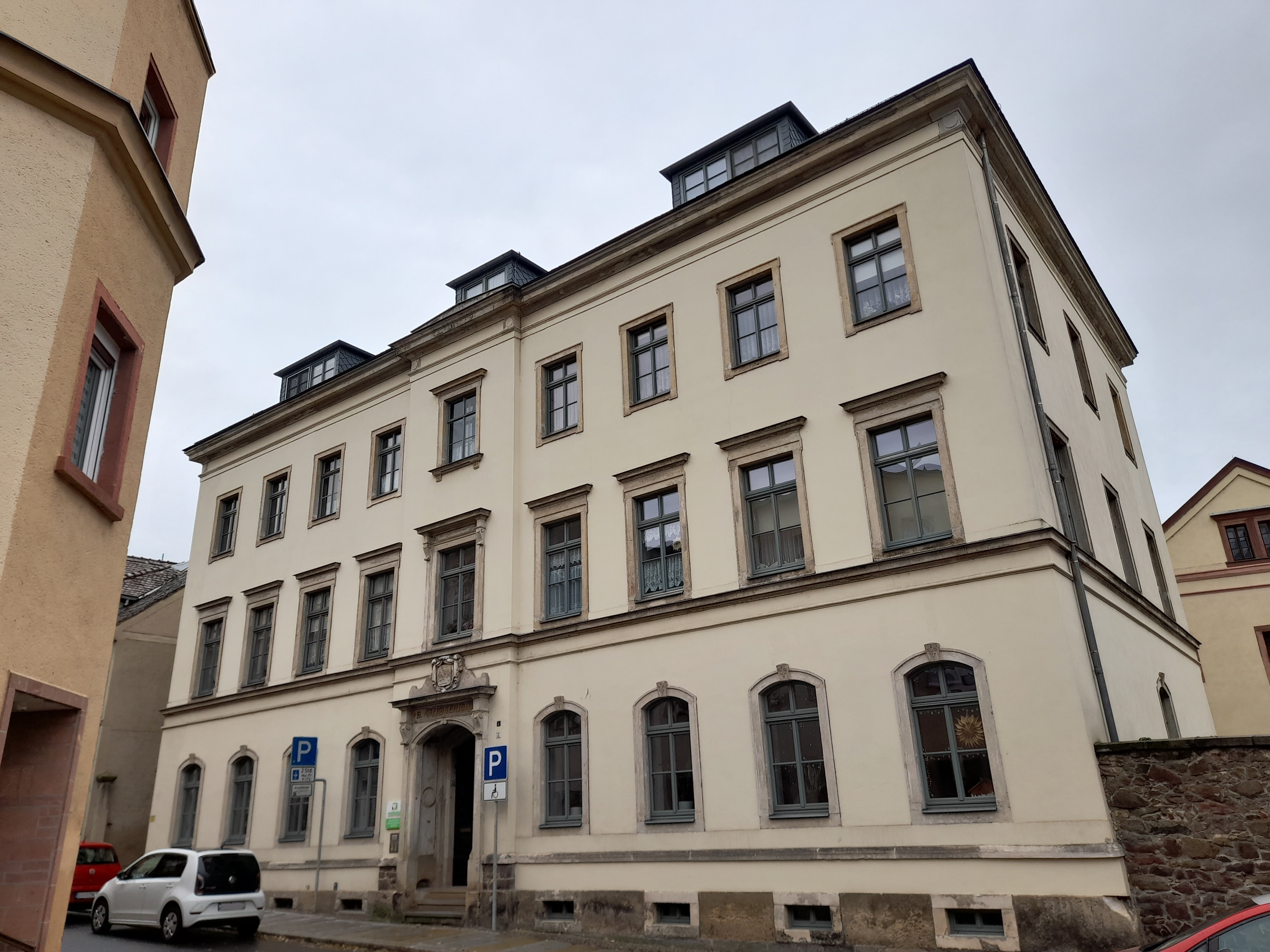
Ehemaliges Amtsgericht Colditz

Das Amtsgericht Colditz übernahm das 1865–1868 errichtete Gebäude des Gerichtsamtes Colditz (Töpfergasse 4; 4a). Es handelt sich um einen Putzbau in spätklassizistischen Formen mit Sandsteingliederungen und Mittenbetonung durch einachsige Vorlage mit Eingang. Als Zeugnis der Entwicklung der sächsischen Gerichtsbarkeit und landesgeschichtlicher, ortsgeschichtlicher und baugeschichtlicher Bedeutung steht das Gebäude unter Denkmalschutz.